# Sympetrum signiferum
Sympetrum signiferum là loài chuồn chuồn trong họ Libellulidae. Loài này được Cannings & Garrison miêu tả khoa học đầu tiên năm 1991.

## Hình ảnh

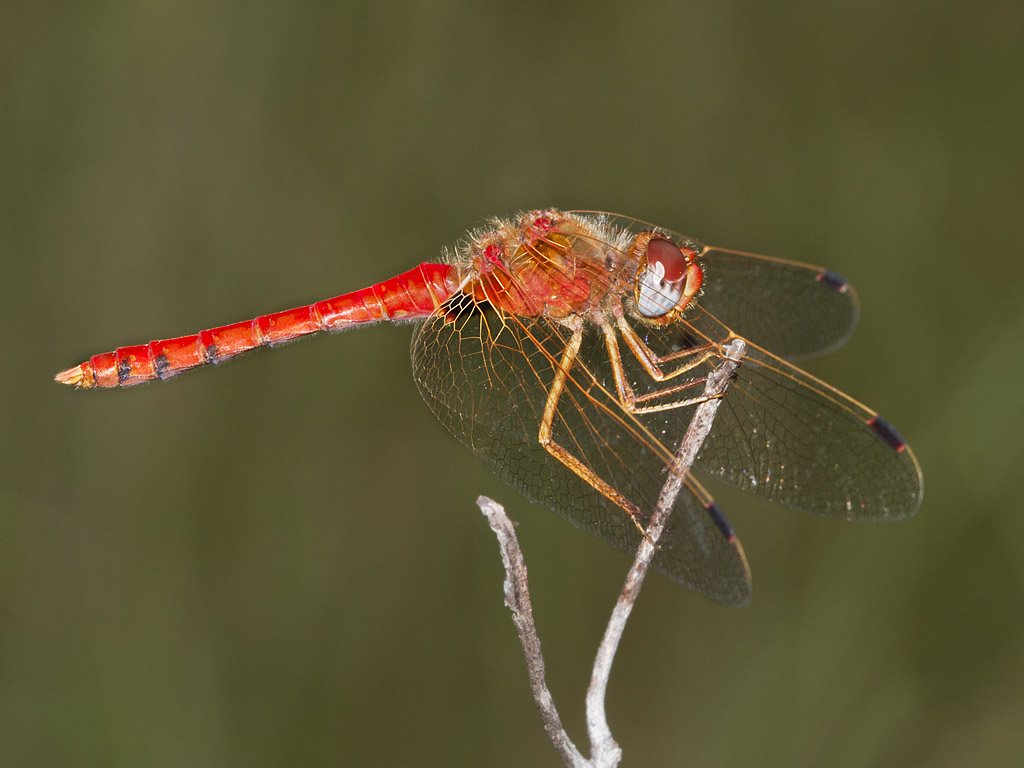
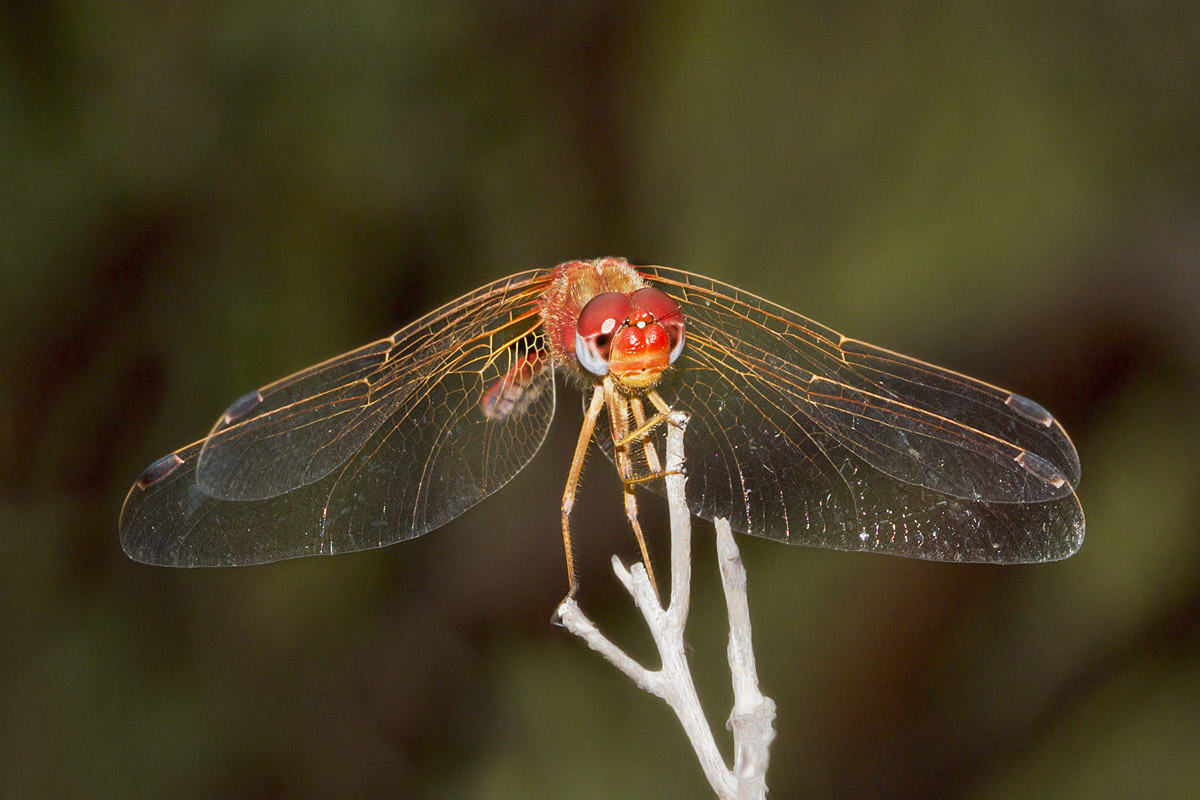